# 그린워싱
그린워싱(Greenwashing, green + white washing의 혼성어) 또는 녹색분칠은 기업이 실제로는 환경에 악영향을 끼치는 제품을 생산하면서도 광고 등을 통해 친환경적인 이미지를 내세우는 행위를 말한다. 이는 환경에 관한 대중의 관심이 늘고, 친환경 제품 선호가 높아지면서 생겨난 현상이다. 환경친화적인 이미지를 상품 제작에서부터 광고, 판매 등 전과정에 걸쳐 적용·홍보하는 그린 마케팅(Green Marketing)이 기업의 필수 마케팅 전략 중 하나로 떠오르면서, 실제로는 친환경적이지 않은 제품을 생산하는 기업들이 기업 이미지를 좋게 포장하는 경우가 생기고 있다.
이러한 기업들의 이율배반적인 행태를 고발하기 위해 미국의 다국적기업 감시단체인 코프워치(CorpWatch)는 매년 4월 22일 지구의 날에 ‘그린워싱 기업’을 선정하여 발표하고 있다. 포드자동차의 경우 1996년 5월호 Popular Science 지에 게재한 새 모델 Synthesis 2010의 광고가 대표적 그린워싱 광고로 선정된 바 있다. 도시의 열섬현상을 심화시키면서도 ‘지구가 더 시원해진다'라고 광고하는 에어컨 회사나, 대안에너지 개발비용을 축소하면서 환경보호 정책에 동참하는 듯 홍보하는 기업들도 대표적인 사례라고 볼 수 있다.

## 같이 보기
- 생태자본주의
- 환경 마크
- 그린 마케팅